# St. Maria Magdalena (Beyenburg)

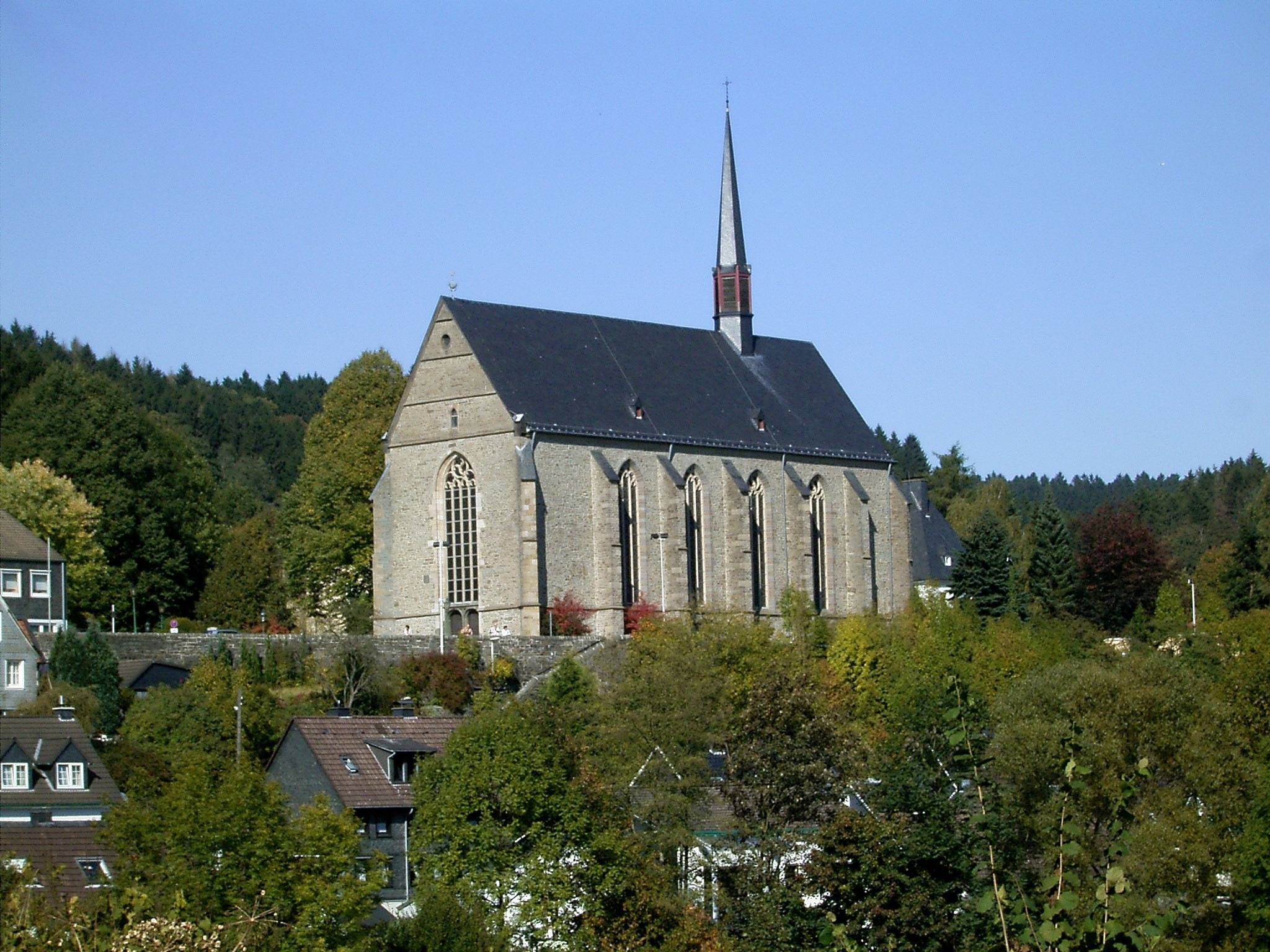
Klosterkirche St. Maria Magdalena Beyenburg

Die Klosterkirche Sankt Maria Magdalena (im Volksmund auch „Beyenburger Dom“ genannt) ist ein Kirchengebäude in Beyenburg, im Südosten der Stadt Wuppertal.

## Geschichte
Die Kirche wurde im Jahr 1497 als spätgotische Saalkirche errichtet. Sie gehört zum Gebäudeensemble des Klosters Steinhaus, das am Ende des 15. Jahrhunderts auf dem exponierten Standort in der Wupperschleife teilweise neu errichtet wurde. Entsprechend wurde sie bis zur Säkularisation des Klosters als Klosterkirche genutzt, die Pfarrkirche für Beyenburg und Umgebung blieb die Kapelle auf dem Steinhaus, am Gründungsort des Kreuzherrenklosters. Nach der Säkularisation wurde die Kapelle auf dem Steinhaus 1811 abgetragen, da die Klosterkirche 1804 die Funktion der Pfarrkirche für die katholische Gemeinde in Beyenburg übernommen hatte.

## Gebäude

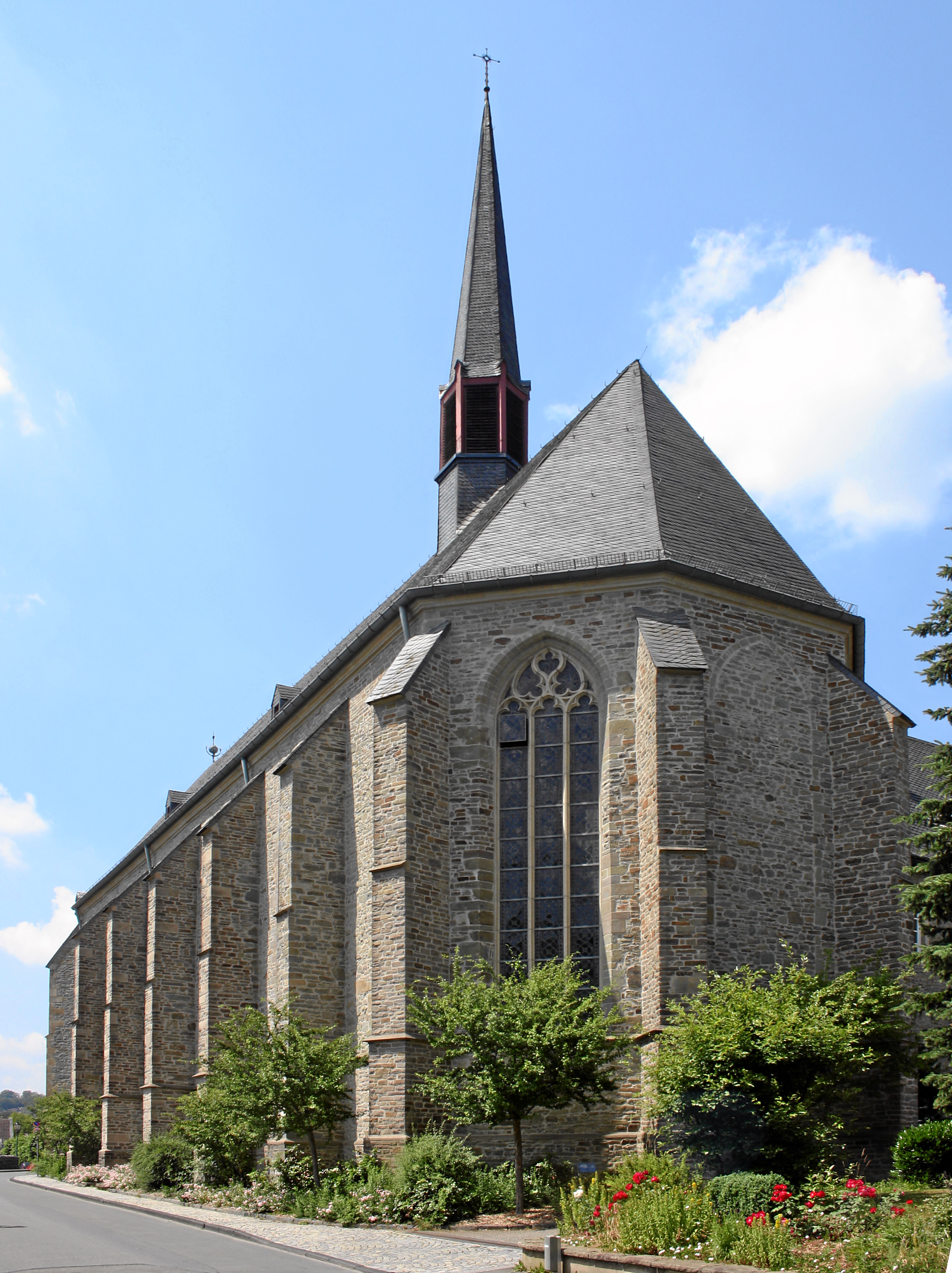
Ostansicht

Die Kirche ist ein einschiffiges Gebäude aus Ruhrsandstein mit sechs Jochen und einer polygonalen 3/8 Apsis auf der Ostseite. Die zurückhaltende spätgotische Formensprache folgt der frühen Ordensregel der Kreuzherren. Daher wurde auf einen Turm verzichtet, ein Dachreiter auf dem steilen, schiefergedeckten Satteldach nimmt die zwei Bronzeglocken (Stimmung h’ und d’’) auf. Dieser wurde in der Baugeschichte mehrfach erneuert bzw. ersetzt, zuletzt in den 1960er Jahren. Damals wurde der Vorgänger-Dachreiter des Jahres 1862 entfernt, als die Kirche umfassend renoviert wurde.
Das Äußere wird durch die steinsichtige Fassade mit den dreimal abgetreppten Strebepfeilern geprägt, die an den Gebäudeenden über Eck gestellt sind, sowie durch die großen spitzbogigen Maßwerkfenster. Der Westgiebel beeindruckt durch das große vierteilige Maßwerkfenster mit Fischblasenmotiven, das rundbogige Doppelportal und die Teilung des Giebels durch vier Horizontallisenen. Er wird vom modern gestalteten Wetterhahn auf der Weltkugel bekrönt, als Sinnbild des Wächteramtes der Kirche über die Welt. Auffallend sind die rundbogigen, romanisch anmutenden Archivolten des Portaltympanons, die die Vermutung nahelegen, dass es sich um Bauteile des Vorgängerbaus aus dem frühen 14. Jahrhundert handeln könnte.
Die Südseite weist vier, der Chor zwei weitere große Maßwerkfenster mit Fischblasenmotiven und ornamentalen, teilweise floralen farbigen Motiven der Bleiverglasung auf. Durch die an der Nordseite angebauten Klostergebäude, von denen der parallel zur Kirche verlaufende Abschnitt des ehemaligen Kreuzganges heute als Kreuzkapelle genutzt wird, sind dort keine Fenster vorhanden.
Durch die exponierte Hügellage in der Wupperschleife beherrscht die Kirche die historischen Fachwerkbauten von Alt-Beyenburg und ermöglicht stimmungsvolle Fotos und Gemälde besonders mit der Spiegelung der Gebäude im Stausee. Auch die Westfassade beeindruckt noch heute, wenn man sich der Kirche von Westen durch die Straße „Beyenburger Freiheit“ nähert, da sich zwischen den Fachwerk- und Schiefergebäuden der Blick auf die Westfassade hin öffnet und die Straße die letzten 200 m geradlinig auf die Westfassade zuführt.
Im Inneren entsteht durch die großflächigen Südfenster ein heller, großzügiger Raumeindruck, der vom Gegensatz der strengen gotischen Formensprache und der prächtigen barocken Innenausstattung geprägt wird.

## Ausstattung
Die bedeutende barocke Innenausstattung wurde im Zuge der Wiederherstellung der Gesamtanlage geschaffen, nachdem Kloster und Kirche 1615 und 1678 durch Brände beschädigt worden waren. Erhaltene historische Berichte über Wandmalereien aus der Erbauungszeit der Kirche, die nicht mehr vorhanden sind, lassen darauf schließen, dass diese in der Barockzeit entfernt oder übertüncht wurden.

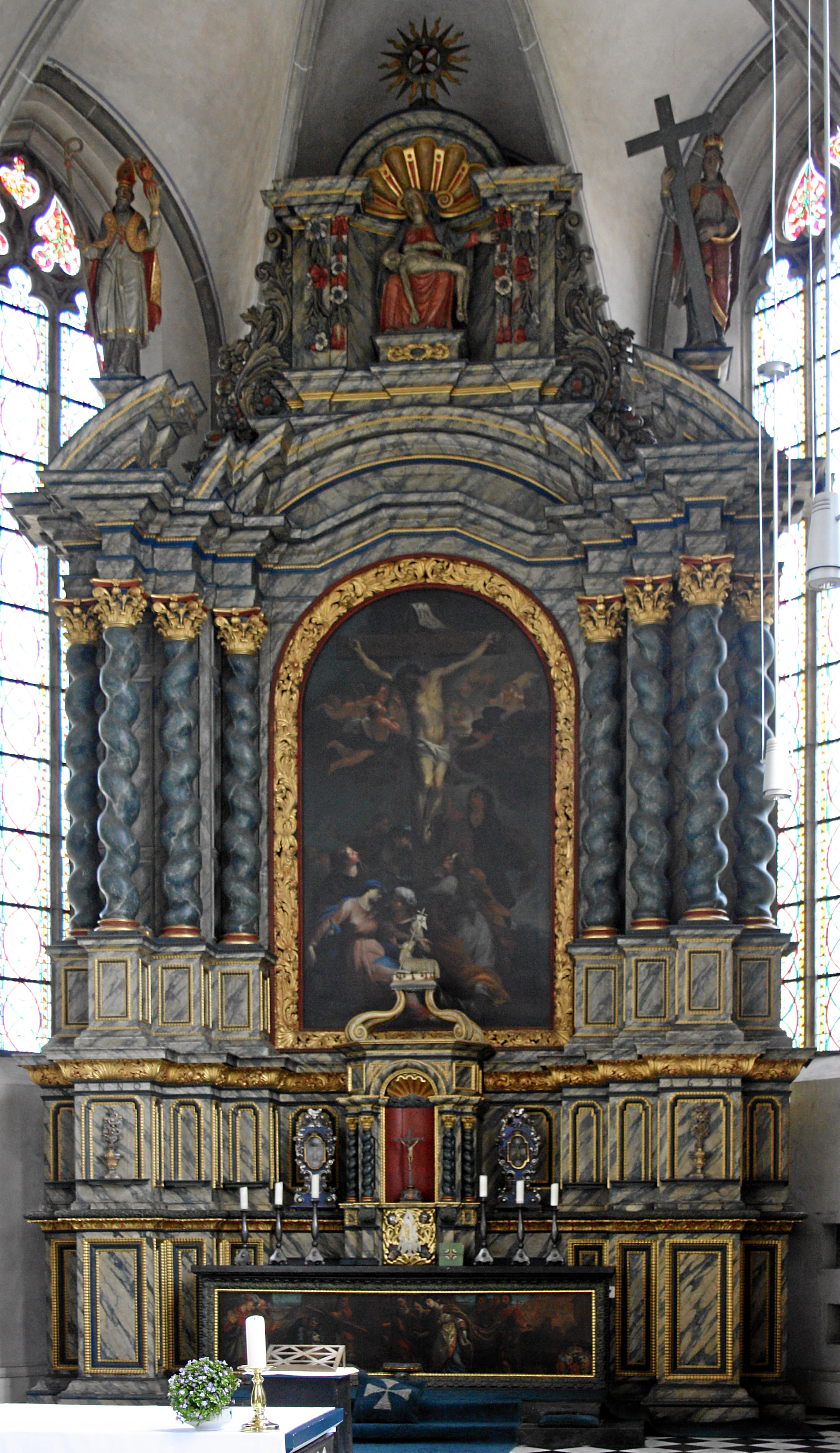
Hochaltar
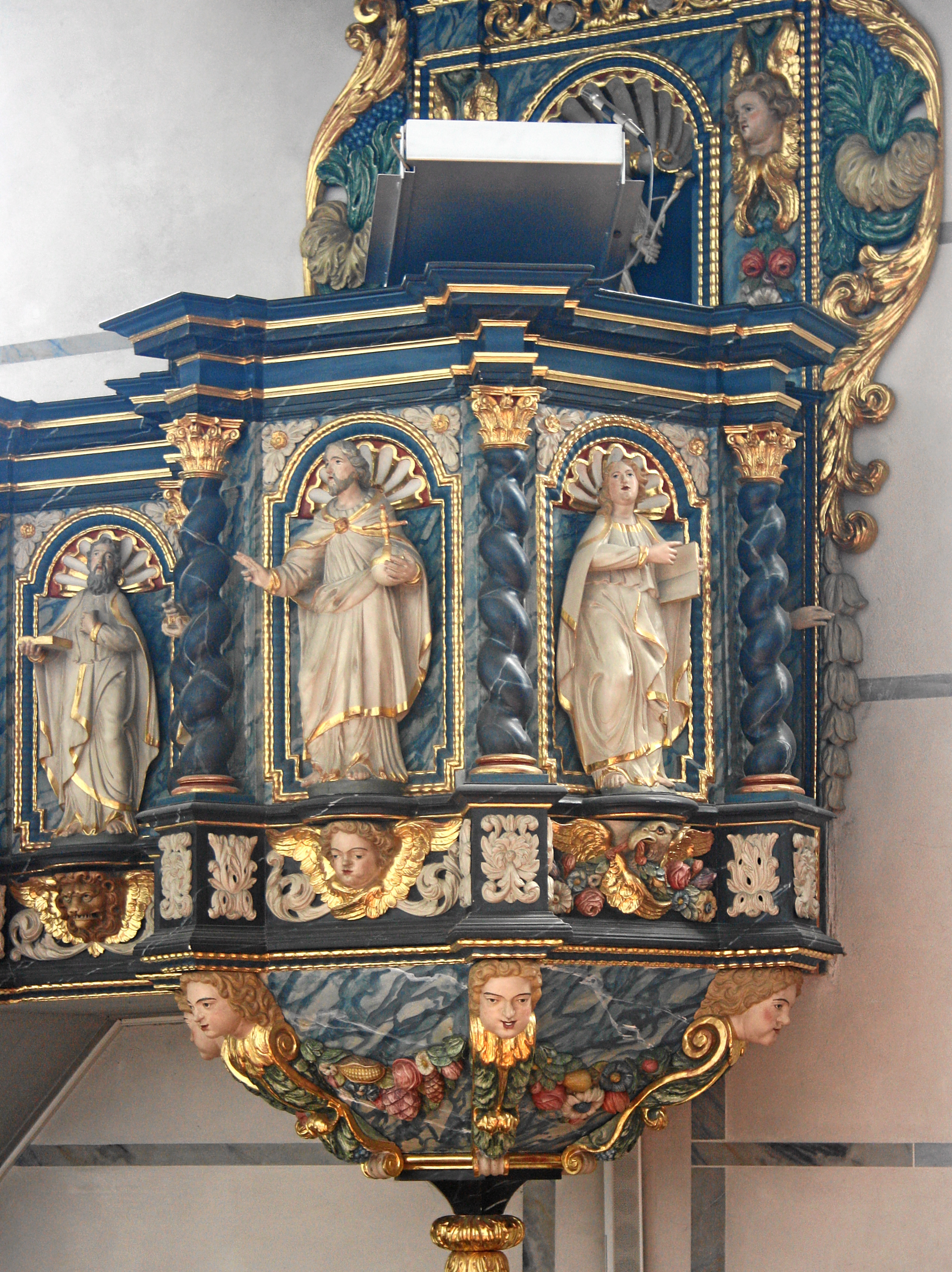
Kanzel
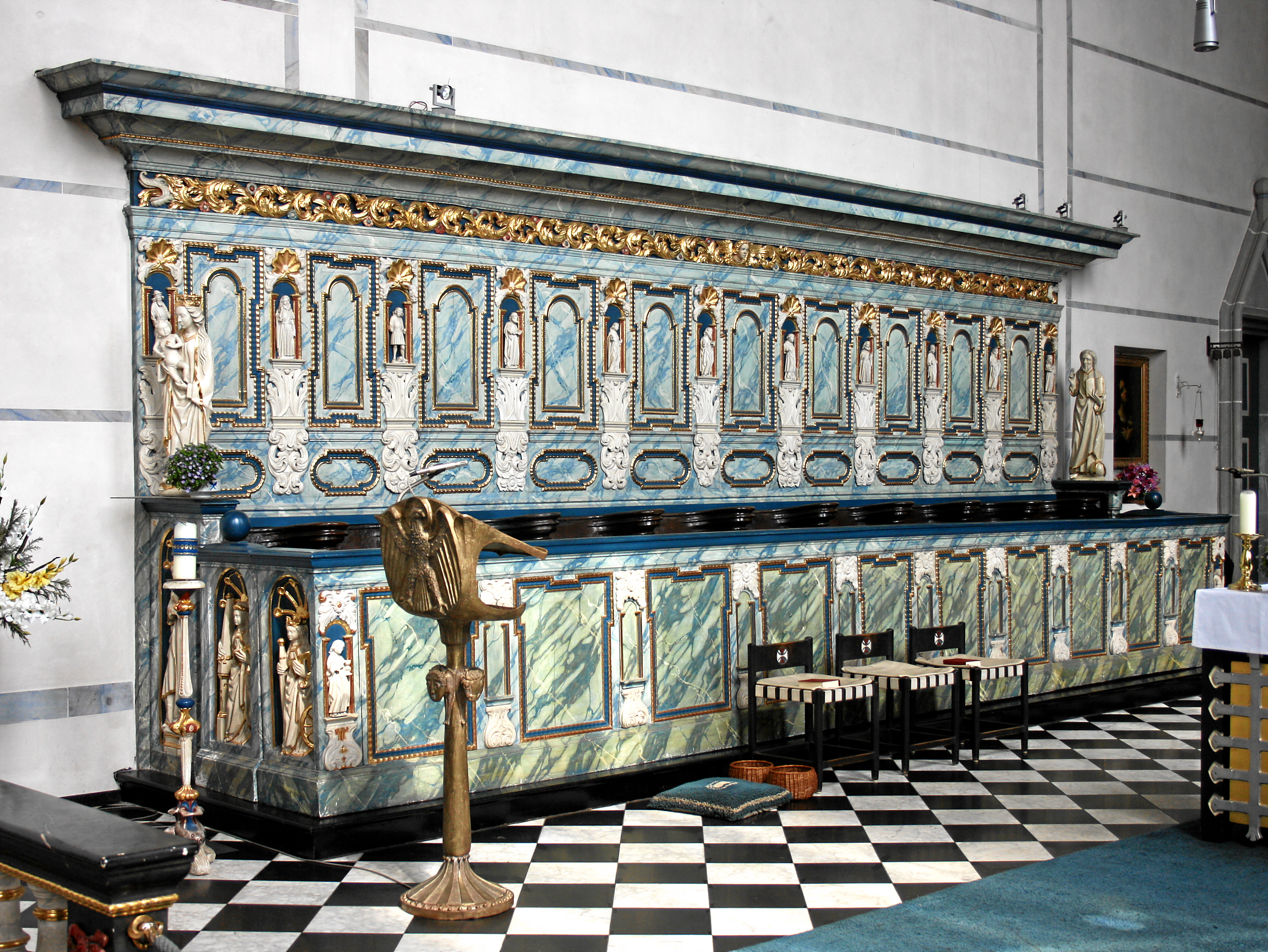
Chorgestühl
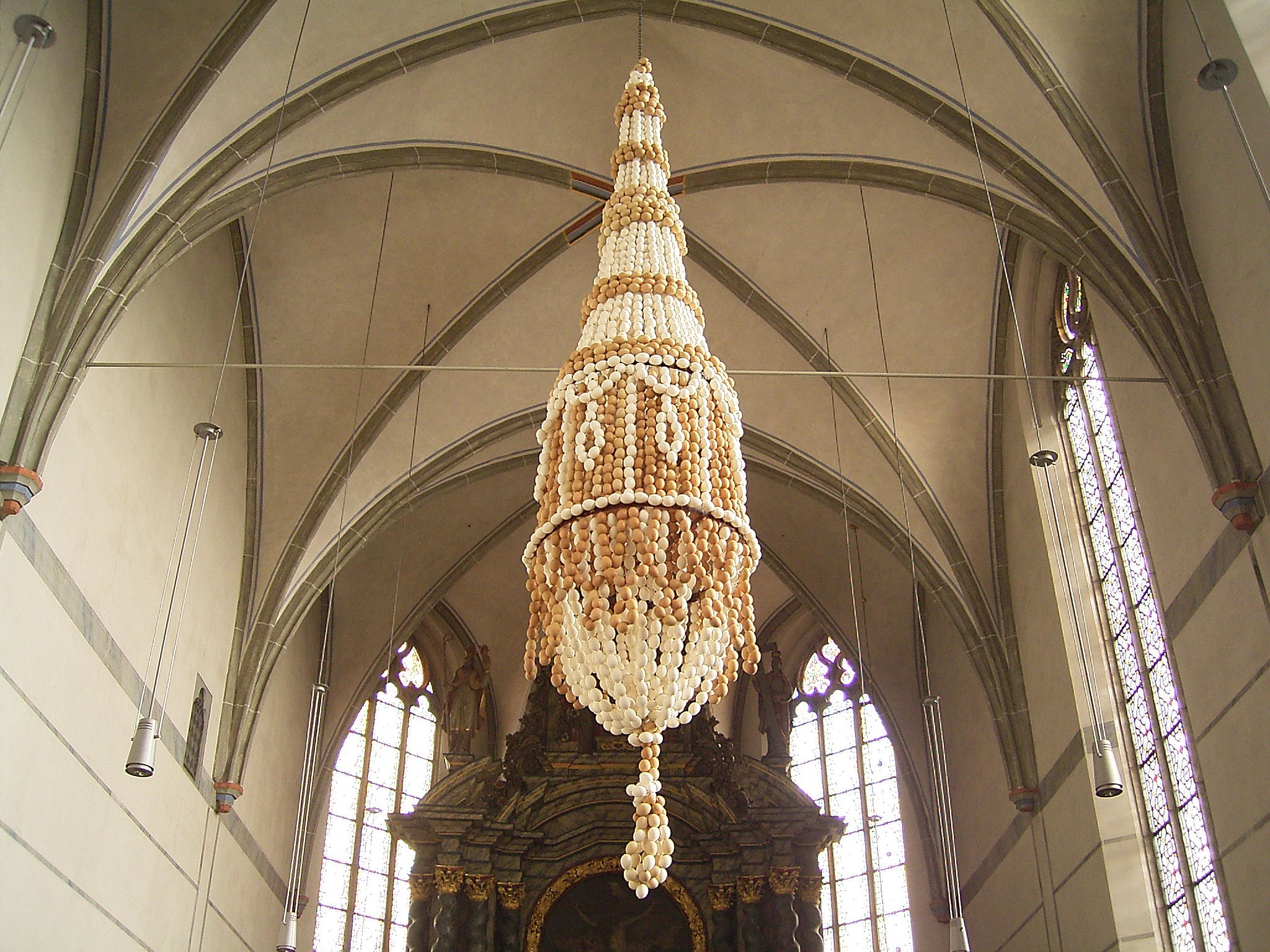
Die Eierkrone
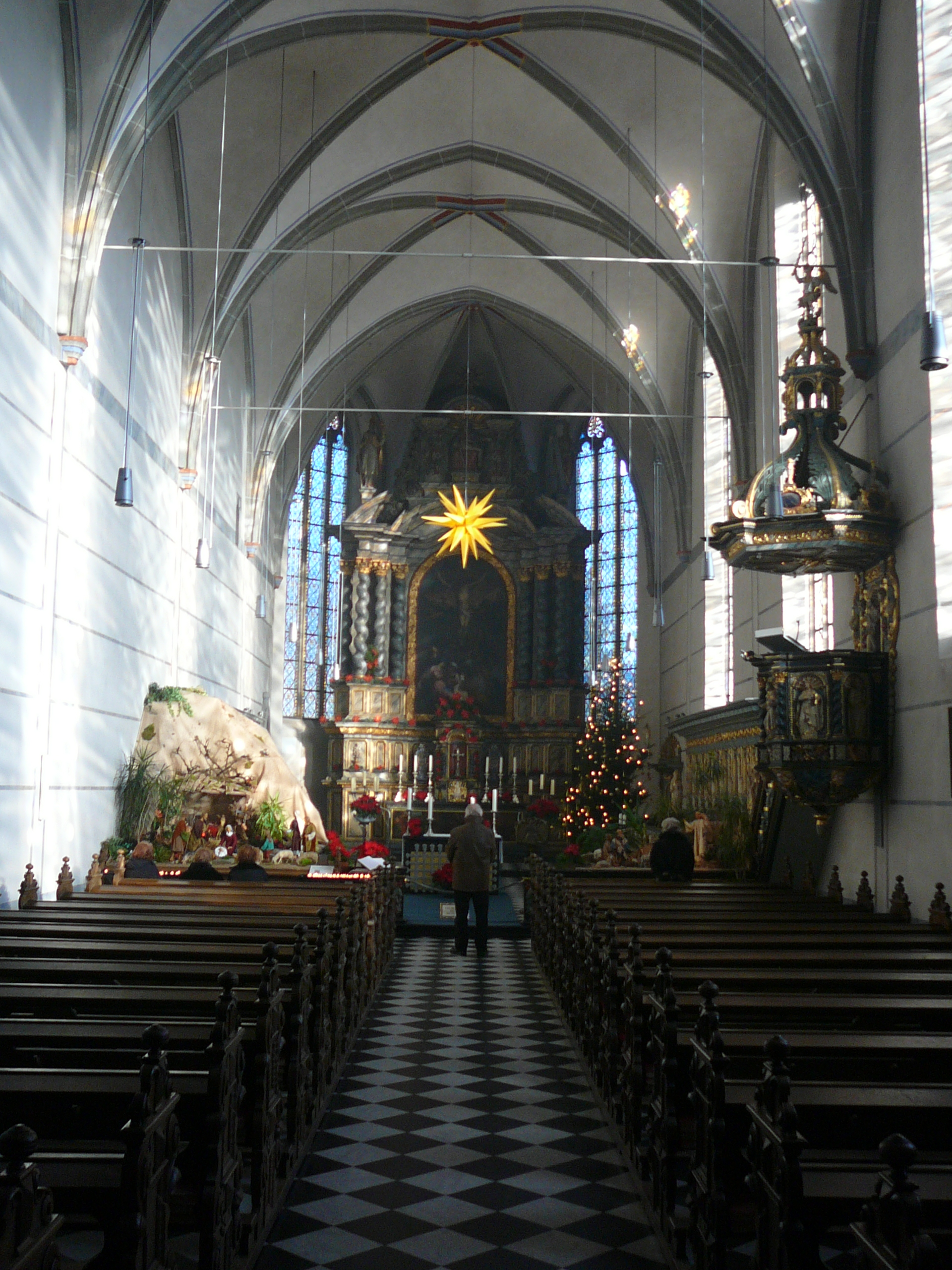
Innenansicht zur Weihnachtszeit
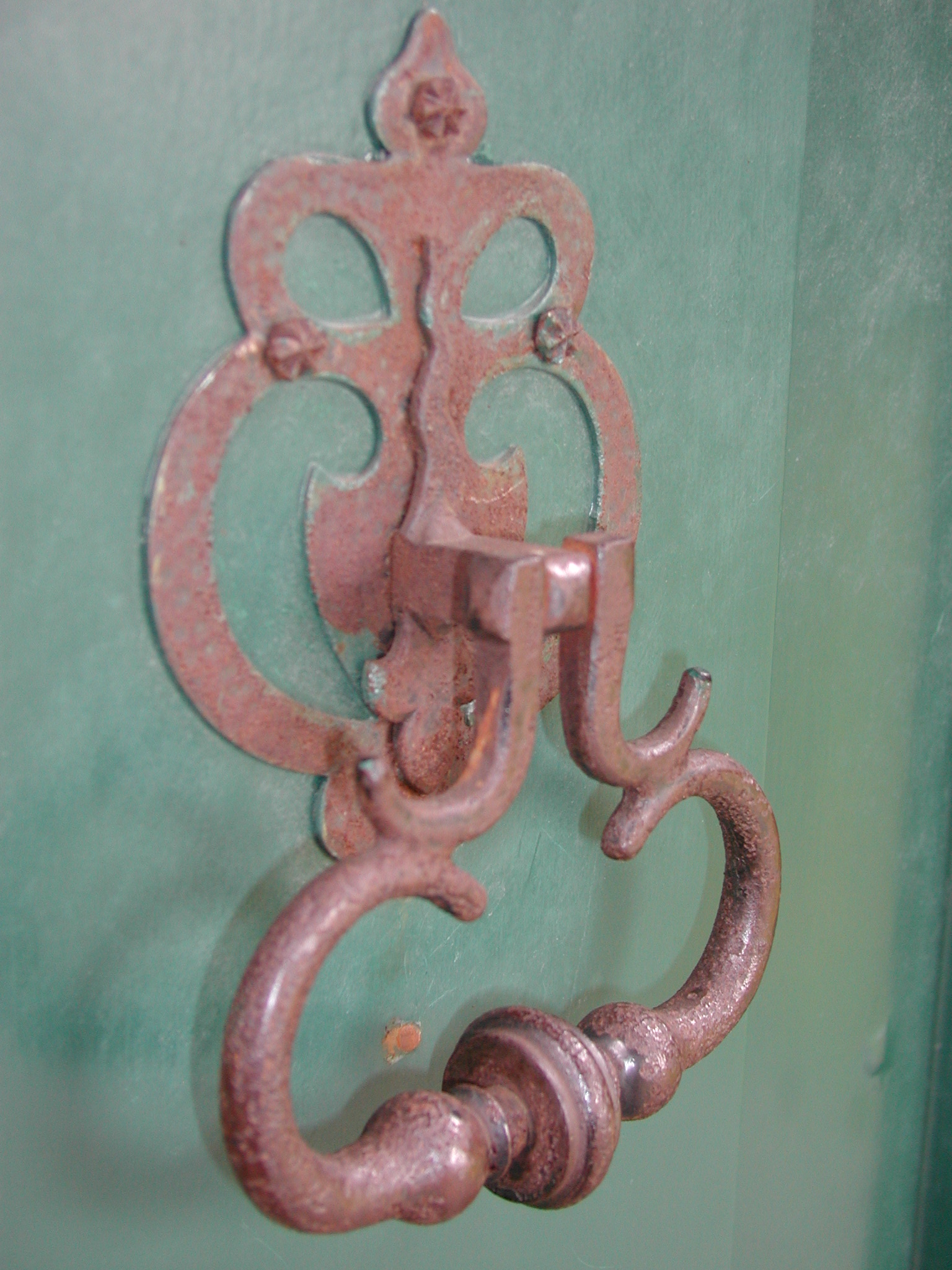
Türgriff an der Beyenburger Klosterkirche
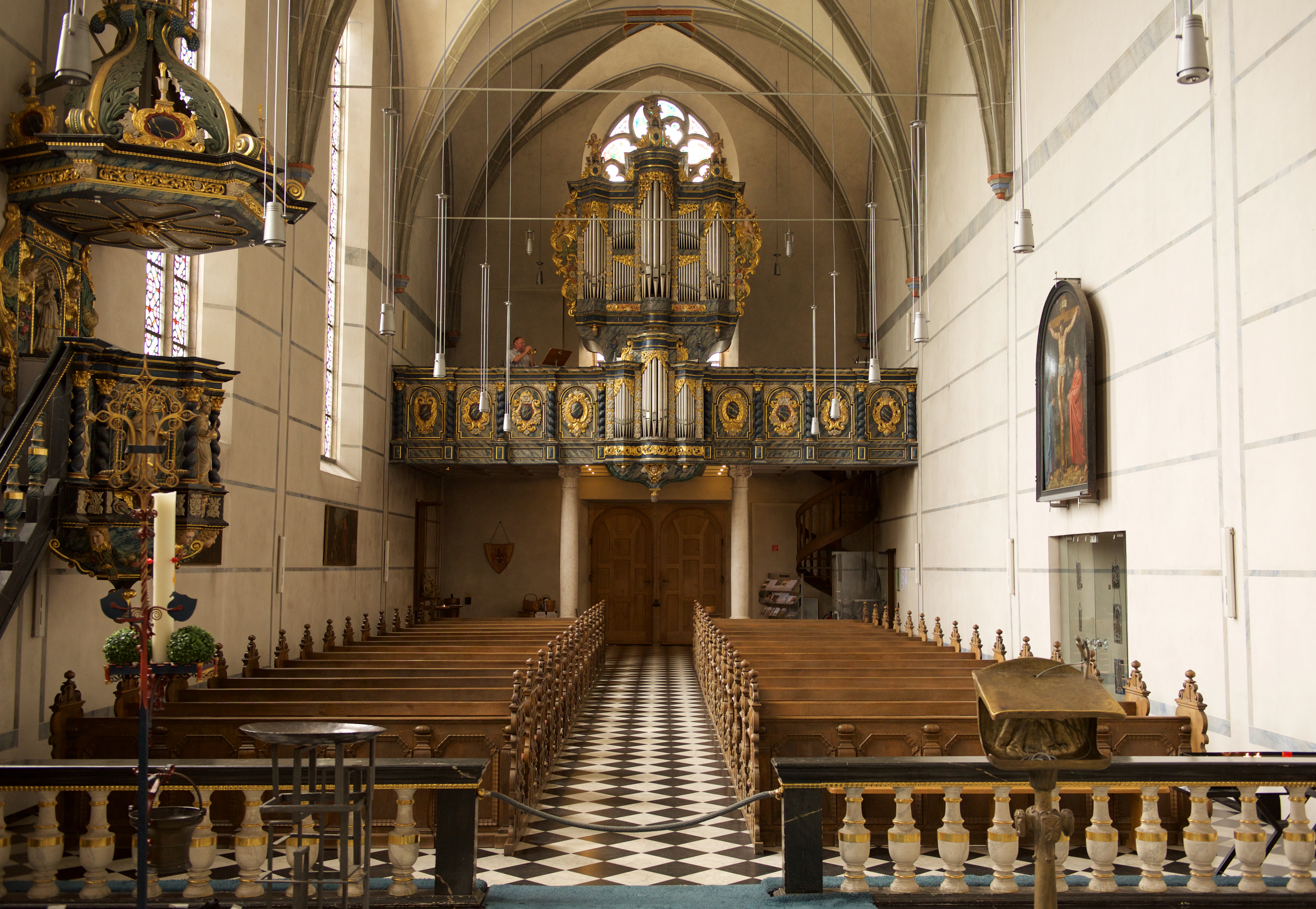
Innenraum

Das Innere der Kirche wird beherrscht vom hölzernen Hochaltar von 1698, der bis in den mittleren Gewölbezwickel der Apsis aufragt und nahezu die gesamte Breite der Kirche einnimmt. Der monumentale Gesamteindruck wird durch die graublaue Marmorierung und die hochwertige, vielfältige Detailgestaltung geprägt. Im Zentrum des Altars steht das großartige Altarbild, das von je vier gewundenen Säulen mit aufwendigen Blattkapitellen auf beiden Seiten flankiert wird. Es handelt sich um eine Kreuzigungsdarstellung in prunkvollem goldenen Blattwerkrahmen. In der Vergangenheit wurde das Werk Rubens zugeschrieben, später einem unbekannten Rubensnachfolger. Heute geht man davon aus, dass es sich um ein Werk des bedeutenden Rubensnachfolgers Anthonis van Dyck handelt. Das Werk zeigt eine Kreuzigungsgruppe in der Todesstunde Jesu. Links vom Kreuz Maria in den Armen zweier weiterer Frauen, Maria Magdalena umarmt das Kreuz, rechts neben ihr, vor der Silhouette Jerusalems ist Johannes dargestellt. Im obersten Giebelfeld des Altars thront eine Pieta, darüber das Ordenskreuz im goldenen Strahlenkranz, flankiert rechts durch die heilige Helena, links vom Heiligen Augustinus. Das Antependium zeigt die Auffindung des heiligen Kreuzes durch die heilige Helena. Es trägt das Wappen des Herzogs Johann Wilhelm II. von Berg, Kurfürst von der Pfalz und die Jahreszahl 1715. Auf dem marmornen Altartisch erhebt sich das Tabernakel als verkleinerte Darstellung des Altars, mit dem Gotteslamm als Bekrönung. Zu beiden Seiten des Tabernakels stehen je eine barocke Reliquienmonstranz, die nicht ursprünglich zum Altar gehören.
Zwischen Hochaltar und Chorgestühl steht an der Südseite der barocke Zelebrantenstuhl. Er ist prächtig ausgearbeitet mit besonders schön ausgearbeiteter Bekrönung.
Das Chorgestühl wurde in der Spätgotik geschaffen, die heutige Optik wird jedoch durch die barocke Umarbeitung und Farbfassung geprägt. Wangen und Sitze sind spätgotisch, auf den geschwungenen Armlehnen der Sitze finden sich überaus kunstvoll gearbeitete Knäufe, Krabben, zusammengekauerte Tiere und Menschendarstellungen. Die gotischen Wangen enthalten je drei fein gearbeitete schlanke Heiligenfiguren im Hochrelief: Am nördlichen Chorgestühl vorn die heiligen Agnes, Katharina und Barbara, hinten die Heiligen Maria Magdalena, Helena und Laurentius, auf der Südseite vorn die Heiligen Anna mit Maria, Odilia und Margaretha, hinten der Ordensgründer Theodor von Celles und zwei unbekannte Heilige. Je eine spätgotische Heiligenfigur steht frei auf jeder der vier Wangen: Maria mit dem Kind (Nordseite vorn), Christus als Weltheiland (Nordseite hinten), der Heilige Augustinus (Südseite vorn), ein unbekannter Bischof auf der Südseite hinten. Wegen des großen Wertes dieser Figuren sind im Kirchenraum teilweise Kopien zu sehen, die Originale befinden sich besser gesichert im Ausstellungsbereich im ehemaligen Kreuzgang. Aus dem spätgotischen Chorgestühl übernommen und in die barocke erhöhte Rückwand und die Brüstungen eingearbeitet wurden 26 kleine, fein gearbeitete Heiligenfigürchen.
Im Chorraum ist ein barockes Lesepult mit dem Ordenskreuz in reicher Umrahmung zu sehen.
Vom Düsseldorfer Künstler Aloys Klingen wurde 1965 das kostbare Vortragekreuz mit der Darstellung der Kirchenpatronin Maria Magdalena geschaffen.
Auf der Südseite ist die prachtvolle barocke Kanzel vom Ende des 17. Jahrhunderts zu beachten. Der kunstvolle, vielfältige Schmuck ist in der Farbfassung passend zur sonstigen Ausstattung sorgfältig restauriert. In den Nischen des Kanzelkorbes finden sich fein gearbeitete Skulpturen der vier Evangelisten, ihre biblischen Symbole sind in den Feldern darunter angeordnet: An der Treppe Markus mit dem Löwen, dann Lukas mit dem Stier, Johannes mit dem Adler, Matthäus mit dem Menschen. Zwischen Lukas und Johannes Christus als Weltheiland. In der prunkvollen Rückwand der Kanzel findet sich eine Darstellung des heiligen Johannes von Nepomuk. Bekrönt ist der Schalldeckel mit einer prächtig geschmückten Laterne auf der St. Michael steht, mit dem Höllendrachen zu seinen Füßen.
An der Nordwand hängt die Mitteltafel eines spätgotischen Flügelaltars mit einer Kreuzigungsgruppe, geschaffen von einem unbekannten Meister. An der Südwand befinden sich zwei Barockgemälde, ehemalige Antependien 1965 abgetragener Seitenaltäre. Auch sie tragen das Wappen des Herzogs Johann Wilhelm II. und die Jahreszahl 1715. Auf dem einen Bild ist die Begegnung der Maria Magdalena mit dem Auferstandenen am Ostermorgen dargestellt, das andere Bild zeigt die Auffindung der Gebeine der heiligen Odilia von Köln durch den Kreuzherren Johannes von Eppa um 1287 in Köln. Seither ist die heilige Odilia die Patronin des Kreuzherrenordens. 1964 wurde ein Teil ihrer Reliquien in einer feierlichen Prozession nach Beyenburg gebracht, wo sie in der Kreuzkapelle der Klosterkirche verehrt werden.
Seit den 1960er Jahren ist die Gesamtanlage schrittweise komplett restauriert worden. Begonnen wurde Anfang der 1960er Jahre mit der Freilegung und Restaurierung der originalen Farbfassung des Hochaltars durch den Restaurator Peter van Heekern aus Essen. Zwischen 1965 und 1971 wurde auch die restliche Ausstattung farblich angepasst an den Hochaltar restauriert. Ein großes Verdienst für die sensible Restaurierung und Abstimmung der Gesamtausstattung ist hier dem Kreuzherrenpater Gerardus Petrus Vos OSC zuzurechnen, der von 1963 bis 2001 das Amt des Pfarrers innehatte. Er verstarb am 26. Okt. 2014 in Beyenburg und wurde am 31. Okt. 2014 auf dem dortigen Klosterfriedhof begraben.
Die Westwand wird beherrscht von der Orgelempore mit dem Prospekt des Hauptwerks von 1693, damit dem ältesten erhaltenen in Wuppertal. Passend dazu die prächtige Emporenbrüstung von 1694 mit dem Gehäuse des Rückpositivs. Orgelgehäuse und Brüstung sind überaus reich geschmückt. Drei Posaunenengel krönen als Engelskonzert den Prospektgiebel.

## Orgel

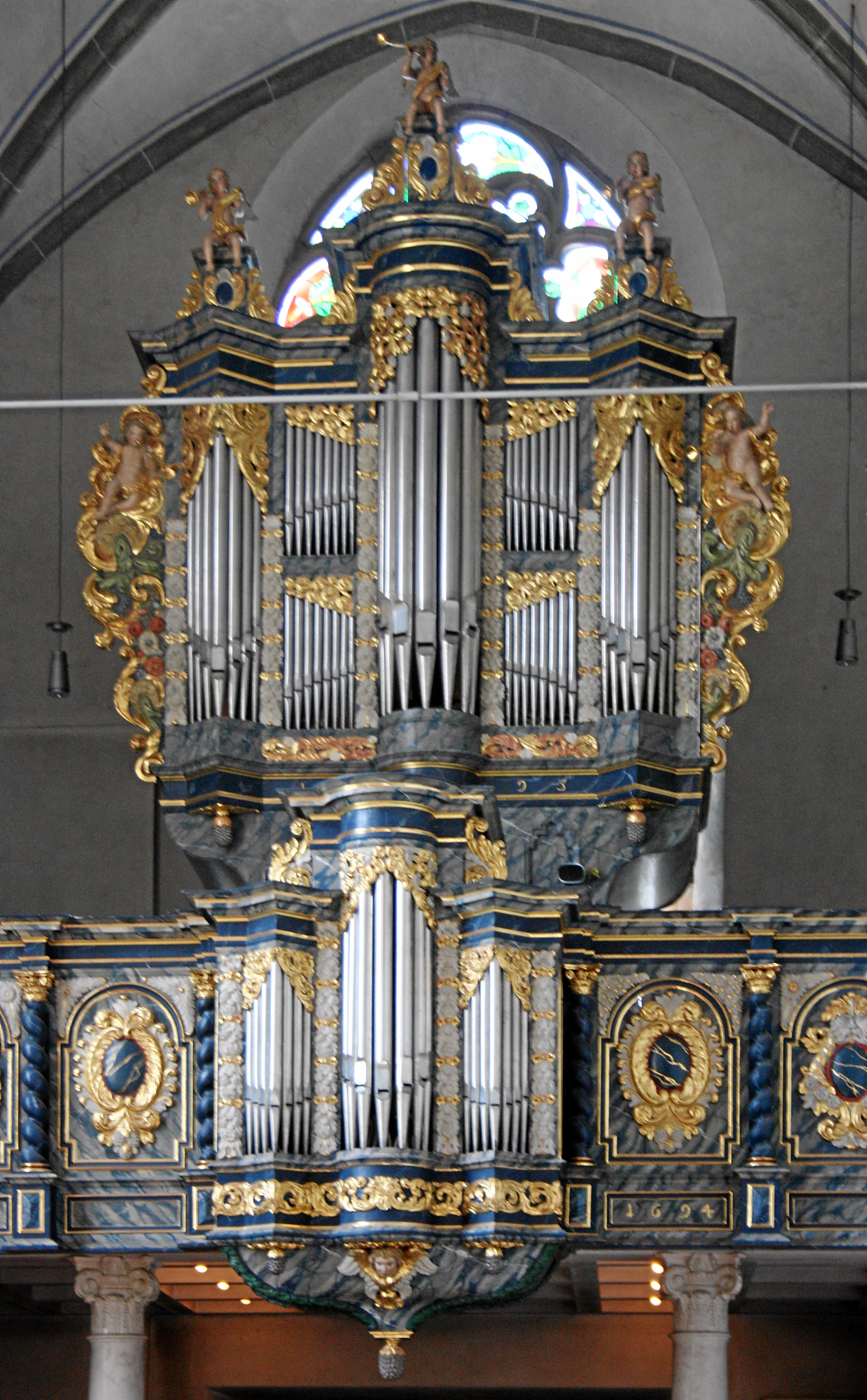
Orgelprospekt mit Rückpositiv

Die Orgel wurde von einem anonymen Orgelbauer im Jahr 1693 erbaut. Der prächtige Prospekt ist erhalten. Über die damalige Disposition ist nichts bekannt. 1898 wurde die Orgel durch ein neues Werk von Georg Stahlhuth jun. aus Aachen ersetzt. Das heutige Orgelwerk wurde im Jahr 1970 von dem Orgelbauer Romanus Seifert (Kevelaer) erbaut. Das Instrument hat 22 Register auf zwei Manualen und Pedal. Die Spieltrakturen werden mechanisch, die Registertrakturen elektrisch betätigt. 12 Register wurden aus der vorherigen Orgel ganz oder teilweise übernommen. Das neue Pedalwerk von 1970 wurde so hinter dem Gehäuse des Hauptwerkes platziert, dass der barocke Prospekt optisch nicht von dem neuen Werk verändert wird. Im Zusammenspiel mit der hervorragenden Akustik des Raums und dem imposanten, harmonischen Raumeindruck bildet die Orgel auch klanglich beeindruckende Möglichkeiten sowohl bei der abwechslungsreichen, besinnlichen oder festlichen Begleitung des Gemeindegesangs als auch für die Darstellung barocker, aber auch romantischer und moderner Orgelliteratur. Intonation und Disposition ermöglichen gemeinsam vielfältige Möglichkeiten für einen barocken, farbenreichen Klang, der auch mit warmen grundtönigen Klangfarben vermutlich einem originalen barocken Klangbild nahekommt.
| I Hauptwerk C–g3 |       |
| Bordun           | 16′   |
| Prinzipal        | 8′    |
| Harmonieflöte    | 8′    |
| Oktave           | 4′    |
| Blockflöte       | 4′    |
| Superoktave      | 2′    |
| Sesquialtera II  | 2 ⁄3′ |
| Mixtur VI        | 1 ⁄3′ |
| Cymbel II        | 2⁄3′  |
| Trompete         | 8′    |
| Tremulant        |       |

| II Rückpositiv C–g3 |       |
| Gamba               | 8′    |
| Gedeckt             | 8′    |
| Venezianerflöte     | 4′    |
| Rohrflöte           | 2′    |
| Quintlein           | 1 ⁄3′ |
| Scharff IV          | 1′    |
| Rohrschalmey        | 8′    |
| Tremulant           |       |

| Pedal C–f1    |     |
| Subbass II    | 16′ |
| Holzprinzipal | 8′  |
| Piffaro II    | 4′  |
| Posaune       | 16′ |

- Koppeln: II/I, I/P, II/P
- 5 mechanische Setzer

## Sonstiges
Neben den regelmäßigen Gottesdiensten der katholischen Kirchengemeinde finden in der Kirche in jedem Jahr zahlreiche Hochzeiten statt. Zusätzlich gibt es Orgelkonzerte und weitere Konzerte. Regelmäßig im September findet in der Kirche auch das Eröffnungskonzert der Wuppertaler Orgeltage statt. Einnahmen aus Hochzeiten und vielen der Konzerte tragen zu ihrem Erhalt bei.
Als letzter Mönch von Wuppertal gilt der Kreuzherren-Ordensbruder Dirk Wasserfuhr, seit 2014 der einzige dauerhafte Bewohner im Kloster Beyenburg. Bruder Dirk gewährt dort bis heute Jakobspilgern Verpflegung und Unterkunft.
Nur wenige hundert Meter entfernt steht hinter der Wupper am Jakobsweg die Beyenburger Kapelle Maria Schnee.